# Lista över premiärministrar i Maharashtra
Detta är en lista över Maharashtras premiärministrar.
- Yashwantrao Chavan, 1 maj 1960 – 19 november 1962
- Marotrao Kannamwar, 20 november 1962 – 24 november 1963
- V.P. Naik, 5 december 1963 – 20 februari 1975
- Shankarrao Chavan, 21 februari 1975 – 17 maj 1977
- Vasantdada Patil, 17 maj 1977 – 18 juli 1978
- Sharad Pawar, 18 juli 1978 – 17 februari 1980
- A.R. Antule, 9 juni 1980 – 12 januari 1982
- Babasaheb Bhosale, 21 januari 1982 – 1 februari 1983
- Vasantdada Patil, 2 februari 1983 till 9 mars 1985, 10 mars 1985 – 1 juni 1985
- Shivajirao Nilangekar, 3 juni 1985 – 6 mars 1986
- Shankarrao Chavan, 12 mars 1986 – 26 juni 1988
- Sharad Pawar, 26 juni 1988 – 25 juni 1991
- Sudhakarrao Naik, 25 juni 1991 – 22 februari 1993
- Sharad Pawar, 6 mars 1993 - 15 mars 1995
- Manohar Joshi, 14 mars 1995 – 31 januari 1999
- Narayan Rane, 1 februari 1999 – 17 oktober 1999
- Vilasrao Deshmukh, 18 oktober 1999 – 16 januari 2003
- Sushil Kumar Shinde, 18 januari 2003 – 30 oktober 2004
- Vilasrao Deshmukh, 1 november 2004 – 4 december 2008
- Ashok Chavan, 8 december 2008 – 15 oktober 2009 och 7 november 2009 – 9 november 2010.
- Prithviraj Chavan, 11 november 2010 – 26 september 2014.
- Devendra Fadnavis, 31 oktober 2014 – 8 november 2019 och 23 november 2019 – 26 november 2019.
- Uddhav Thackeray, 28 november 2019 – 30 juni 2022
- Eknath Shinde,  30 juni 2022 –